# Prima Categoria 1912-13
El Campeonato Italiano de Fútbol 1912-13 fue la 16.ª edición de dicho campeonato. El torneo fue dividido en dos zonas, Norte y Sur, que a su vez fueron divididas en grupos geográficos. De cada grupo clasificaron dos equipos a rondas finales de las dos zonas, de las cuales clasificaron los primeros a la Final Nacional. Pro Vercelli ganó su quinto scudetto.

## Clasificación previa

### Piamonte
Jugado el 20 de octubre de 1912, en Turín.
| Equipo 1     | Resultado | Equipo 2 |
| ------------ | --------- | -------- |
| Vigor Torino | 0-4       | Novara   |

### Lombardía-Liguria

#### Primera ronda
Jugado el 20 de octubre de 1912.
| Equipo 1      | Resultado | Equipo 2               |
| ------------- | --------- | ---------------------- |
| Savona        | 3-1       | Como                   |
| Lambro Milano | 2-1       | Racing Libertas Milano |

El partido entre Lambro Milano y Racing Libertas Milano fue cancelado y posteriormente repetido:
Repetición
Jugado el 27 de octubre de 1912.
| Equipo 1               | Resultado | Equipo 2      |
| ---------------------- | --------- | ------------- |
| Racing Libertas Milano | 1-0       | Lambro Milano |

#### Segunda ronda
Jugado el 1 de noviembre de 1912.
| Equipo 1               | Resultado | Equipo 2 |
| ---------------------- | --------- | -------- |
| Racing Libertas Milano | 1-0       | Savona   |

### Lacio

#### Primera ronda
Jugados el 20 de octubre de 1912.
| Equipo 1  | Resultado | Equipo 2            |
| --------- | --------- | ------------------- |
| Alba Roma | 1-2       | Juventus Audax Roma |
| Pro Roma  | 2-1       | Tebro Roma          |

#### Segunda ronda
Jugado el 27 de octubre de 1912.
| Equipo 1  | Resultado | Equipo 2   |
| --------- | --------- | ---------- |
| Alba Roma | 2-0       | Tebro Roma |

### Resultados
Alba Roma, Juventus Audax Roma, Novara, Pro Roma y Racing clasificados.

## Zona Norte

### Clasificaciones

#### Piamonte

##### Clasificación
|    | Equipo       | Pts | PJ | PG | PE | PP | GF | GC | +/- | Comentarios                             |
| -- | ------------ | --- | -- | -- | -- | -- | -- | -- | --- | --------------------------------------- |
| 1. | Pro Vercelli | 19  | 10 | 9  | 1  | 0  | 38 | 2  | +36 | Clasificados a la ronda final del grupo |
| 2. | Casale       | 13  | 10 | 5  | 3  | 2  | 15 | 8  | +7  | Clasificados a la ronda final del grupo |
| 3. | Torino       | 11  | 10 | 5  | 1  | 4  | 35 | 21 | +14 |                                         |
| 4. | Piemonte     | 10  | 10 | 5  | 0  | 5  | 16 | 37 | -21 |                                         |
| 5. | Novara       | 4   | 10 | 1  | 2  | 7  | 13 | 28 | -15 |                                         |
| 6. | Juventus     | 3   | 10 | 1  | 1  | 8  | 14 | 35 | -21 |                                         |

##### Resultados
|              | Casale | Juventus | Novara | Piemonte | Pro Vercelli | Torino |
| ------------ | ------ | -------- | ------ | -------- | ------------ | ------ |
| Casale       |        | 3-0      | 2-1    | 5-2      | 0-0          | 1-1    |
| Juventus     | 0-1    |          | 3-0    | 1-2      | 0-4          | 6-8    |
| Novara       | 0-0    | 3-3      |        | 7-1      | 0-6          | 1-2    |
| Piemonte     | 3-1    | 3-1      | 1-0    |          | 1-7          | 2-1    |
| Pro Vercelli | 1-0    | 3-0      | 7-0    | 3-0      |              | 6-1    |
| Torino       | 0-2    | 8-0      | 3-1    | 11-1     | 0-1          |        |

#### Liguria-Lombardía

##### Clasificación
|    | Equipo                 | Pts | PJ | PG | PE | PP | GF | GC | +/- | Comentarios                             |
| -- | ---------------------- | --- | -- | -- | -- | -- | -- | -- | --- | --------------------------------------- |
| 1. | Milan                  | 18  | 10 | 9  | 0  | 1  | 30 | 8  | +22 | Clasificados a la ronda final del grupo |
| 2. | Genoa                  | 16  | 10 | 8  | 0  | 2  | 33 | 12 | +21 | Clasificados a la ronda final del grupo |
| 3. | Internazionale         | 12  | 10 | 6  | 0  | 4  | 24 | 14 | +10 |                                         |
| 4. | Andrea Doria           | 9   | 10 | 4  | 1  | 5  | 20 | 30 | -10 |                                         |
| 5. | US Milanese            | 4   | 10 | 1  | 2  | 7  | 11 | 24 | -13 |                                         |
| 6. | Racing Libertas Milano | 1   | 10 | 0  | 1  | 9  | 8  | 34 | -26 |                                         |

##### Resultados
|                | A. Doria | Genoa | Internazionale | Milan | Rac. Libertas | US Milanese |
| -------------- | -------- | ----- | -------------- | ----- | ------------- | ----------- |
| A. Doria       |          | 1-5   | 6-0            | 2-3   | 3-2           | 1-1         |
| Genoa          | 6-0      |       | 0-1            | 4-1   | 5-1           | 4-0         |
| Internazionale | 5-1      | 2-3   |                | 1-2   | 5-0           | 2-0         |
| Milan          | 7-0      | 4-0   | 1-0            |       | 2-0           | 6-0         |
| Rac. Libertas  | 1-5      | 0-1   | 1-6            | 1-2   |               | 2-2         |
| US Milanese    | 0-1      | 2-5   | 0-2            | 0-2   | 3-0           |             |

#### Véneto-Emilia-Romaña

##### Clasificación
|    | Equipo            | Pts | PJ | PG | PE | PP | GF | GC | +/- | Comentarios                             |
| -- | ----------------- | --- | -- | -- | -- | -- | -- | -- | --- | --------------------------------------- |
| 1. | Vicenza           | 16  | 10 | 7  | 2  | 1  | 32 | 10 | +22 | Clasificados a la ronda final del grupo |
| 1. | Hellas Verona     | 16  | 10 | 8  | 0  | 2  | 28 | 10 | +18 | Clasificados a la ronda final del grupo |
| 3. | Venezia           | 14  | 10 | 6  | 2  | 2  | 28 | 6  | +22 |                                         |
| 4. | Volontari Venezia | 8   | 10 | 3  | 2  | 5  | 19 | 29 | -10 |                                         |
| 5. | Bologna           | 4   | 10 | 2  | 0  | 8  | 14 | 30 | -16 |                                         |
| 6. | Modena            | 2   | 10 | 1  | 0  | 9  | 6  | 42 | -36 |                                         |

##### Resultados
|              | Bologna | Hellas VR | Modena | Venezia | Vicenza | Vol. Venezia |
| ------------ | ------- | --------- | ------ | ------- | ------- | ------------ |
| Bologna      |         | 1-2       | 1-0    | 0-1     | 2-4     | 9-0          |
| Hellas VR    | 3-0     |           | 8-0    | 2-0     | 4-1     | 3-2          |
| Modena       | 1-0     | 1-4       |        | 0-2     | 0-4     | 0-5          |
| Venezia      | 8-0     | 3-0       | 8-2    |         | 0-1     | 5-0          |
| Vicenza      | 7-0     | 1-0       | 7-1    | 0-0     |         | 6-2          |
| Vol. Venezia | 4-1     | 1-2       | 3-1    | 1-1     | 1-1     |              |

### Ronda final
Los resultados de los partidos entre equipos que se encontraban en las mismas rondas de clasificación eran válidos también para la ronda final (pero no los goles marcados en los partidos). Debido a esto, los equipos comenzaron la ronda final con puntos de bonificación:
- Pro Vercelli: 3 puntos
- Milan, Genoa, Hellas Verona, Vicenza: 2 puntos
- Casale: 1 punto

#### Clasificación
|    | Equipo        | Pts | PJ | PG | PE | PP | GF | GC | +/- | Comentarios                     |
| -- | ------------- | --- | -- | -- | -- | -- | -- | -- | --- | ------------------------------- |
| 1. | Pro Vercelli  | 18  | 8  | 7  | 1  | 0  | 21 | 1  | +20 | Clasificado a la Final Nacional |
| 2. | Milan         | 12  | 8  | 4  | 2  | 2  | 16 | 6  | +10 |                                 |
| 3. | Casale        | 11  | 8  | 4  | 2  | 2  | 22 | 12 | +10 |                                 |
| 3. | Genoa         | 11  | 8  | 4  | 1  | 3  | 17 | 8  | +9  |                                 |
| 5. | Hellas Verona | 4   | 8  | 1  | 0  | 7  | 3  | 37 | -34 |                                 |
| 5. | Vicenza       | 4   | 8  | 0  | 2  | 6  | 6  | 21 | -15 |                                 |

#### Resultados
|              | Casale | Genoa | Hellas VR | Milan | Pro Vercelli | Vicenza |
| ------------ | ------ | ----- | --------- | ----- | ------------ | ------- |
| Casale       |        | 1-1   | 6-0       | 2-0   |              | 5-1     |
| Genoa        | 1-0    |       | 5-0       |       | 0-1          | 1-0     |
| Hellas VR    | 2-5    | 0-4   |           | 0-3   | 0-5          |         |
| Milan        | 4-0    |       | 5-1       |       | 0-0          | 1-1     |
| Pro Vercelli |        | 5-1   | 4-0       | 2-0   |              | 3-0     |
| Vicenza      | 3-3    | 1-4   |           | 0-3   | 0-1          |         |

## Zona Sur

### Clasificaciones

#### Lacio

##### Clasificación
|    | Equipo         | Pts | PJ | PG | PE | PP | GF | GC | +/- | Comentarios                            |
| -- | -------------- | --- | -- | -- | -- | -- | -- | -- | --- | -------------------------------------- |
| 1. | Lazio          | 18  | 10 | 8  | 2  | 0  | 55 | 9  | +46 | Clasificado a la ronda final del grupo |
| 2. | Juventus Audax | 14  | 10 | 6  | 2  | 2  | 25 | 21 | +4  |                                        |
| 3. | Audace-Esperia | 13  | 10 | 6  | 1  | 3  | 27 | 22 | +5  |                                        |
| 4. | Roman          | 11  | 10 | 5  | 1  | 4  | 26 | 15 | +11 |                                        |
| 5. | Pro Roma       | 4   | 10 | 2  | 0  | 8  | 9  | 55 | -46 |                                        |
| 6. | Alba Roma      | 0   | 10 | 0  | 0  | 10 | 0  | 20 | -20 |                                        |

##### Resultados
|            | Alba | Audace | Juv. Audax | Lazio | Pro Roma | Roman |
| ---------- | ---- | ------ | ---------- | ----- | -------- | ----- |
| Alba       |      | 0-2    | 0-2        | 0-2   | 0-2      | 0-2   |
| Audace     | 2-0  |        | 3-3        | 2-6   | 9-1      | 2-1   |
| Juv. Audax | 2-0  | 5-1    |            | 2-2   | 1-0      | 0-3   |
| Lazio      | 2-0  | 5-0    | 9-2        |       | 13-1     | 5-0   |
| Pro Roma   | 2-0  | 1-4    | 1-5        | 0-9   |          | 1-9   |
| Roman      | 2-0  | 0-2    | 2-3        | 2-2   | 5-0      |       |

#### Toscana

##### Clasificación
|    | Equipo             | Pts | PJ | PG | PE | PP | GF | GC | +/- | Comentarios                               |
| -- | ------------------ | --- | -- | -- | -- | -- | -- | -- | --- | ----------------------------------------- |
| 1. | Virtus Juventusque | 9   | 6  | 4  | 1  | 1  | 11 | 8  | +3  | Clasificado a la la ronda final del grupo |
| 2. | S.P.E.S. Livorno   | 7   | 6  | 2  | 3  | 1  | 15 | 9  | +6  |                                           |
| 3. | Firenze            | 4   | 6  | 2  | 0  | 4  | 7  | 16 | -9  |                                           |
| 3. | Pisa               | 4   | 6  | 1  | 2  | 3  | 6  | 6  | 0   |                                           |

##### Resultados
- Tenga en cuenta que los equipos locales se leen por el lado izquierdo, mientras que los equipos visitantes se indican en la parte superior.

|             | Firenze | Pisa | Virtus Juv. | Spes LI |
| ----------- | ------- | ---- | ----------- | ------- |
| Firenze     |         | 1-4  | 0-1         | 2-1     |
| Pisa        | 0-1     |      | 0-1         | 1-1     |
| Virtus Juv. | 4-2     | 1-0  |             | 3-5     |
| Spes LI     | 6-1     | 1-1  | 1-1         |         |

#### Campania
Jugados el 19 y 26 de enero de 1913.
| Equipo 1              | Agr. | Equipo 2 | Ida | Vuelta |
| --------------------- | ---- | -------- | --- | ------ |
| Internazionale Napoli | 3-5  | Naples   | 1-2 | 2-3    |

Naples clasificado a la ronda final del Sur de Italia.

### Ronda final

#### Ronda 1
Jugados el 2 y 9 de marzo de 1913.
| Equipo 1           | Agr. | Equipo 2 | Ida | Vuelta |
| ------------------ | ---- | -------- | --- | ------ |
| Virtus Juventusque | 1-6  | Lazio    | 1-3 | 0-3    |

Lazio avanza a la Ronda 2.

#### Ronda 2
Jugados el 16 y 30 de marzo de 1913.
| Equipo 1 | Agr. | Equipo 2 | Ida | Vuelta |
| -------- | ---- | -------- | --- | ------ |
| Naples   | 2-3  | Lazio    | 1-2 | 1-1    |

Lazio avanza a la Final Nacional.

## Final Nacional
Jugada el 1 de junio de 1913 en Génova.
| Equipo 1     | Resultado | Equipo 2 |
| ------------ | --------- | -------- |
| Pro Vercelli | 6-0       | Lazio    |

|              |
| Campeón      |
| Pro Vercelli |
| 5º título    |